# Cosoba
Cosoba é uma comuna romena localizada no distrito de Giurgiu, na região de Muntênia. A comuna possui uma área de 14.64 km² e sua população era de 2406 habitantes segundo o censo de 2007.